# Відеодром
«Відеодром» (англ. Videodrome) — канадський фільм жахів 1983 року за сценарієм Девіда Кроненберга.
Власник кабельного телеканалу Макс Ренн і його технік Гарлан одного разу ловлять сигнал таємничого фільму під назвою «Відеодром». У ньому показують реалістичні тортури і вбивства. Макс намагається відшукати людину, що стоїть за «Відеодромом», аби показувати цей фільм на власному каналі. Разом зі своєю подругою Ніккі Бранд він шукає джерело трансляції і виявляє змову професора Браяна О'Блівіона, котрий поширює «Відеодром» під примусом невідомих осіб. Макс потрапляє під чари «Відеодрома», та в пошуках його творців втрачає відчуття де реальність, а де галюцинації.

## Сюжет
Макс Ренн обіймає посаду директора телевізійного каналу CivicTV невеликого американського міста. Бізнес іде не вельми добре, тож Макс домовляється з японцями про покупку еротичних фільмів, які показуватиме в нічному ефірі. Проте він вважає, що ці фільми «надто легкі», а йому потрібне щось сенсаційне. Макс звертається до радіомайстра Гарлана, щоб той перехопив трансляцію якогось екзотичного відео. Їм вдається зловити фільм садомазохістської тематики «Відеодром», проте передача переривається.
Згодом Макса кличуть на ток-шоу, де він пишається тим, що задовільняє фантазії глядачів, хоча ведуча дорікає йому за експлуатацію насильства, що робить людей байдужими до чужих страждань. На ток-шоу відбувається пряме включення професора Браяна О'Блівіона, котрий досліджує вплив відео та несподівано схвалює діяльність Макса. Гостя програми Нікі Бранд вважає порнографію безпечною, хоча насторожена щодо самого Макса, котрий фліртує з нею.
Макс знову ловить той самий фільм «Відеодром» з тортурами та довідується від майстра, що трансляція відбувається з Пітсбургу. Він цікавиться хто створює такі фільми та продовжує фліртувати з Нікі. Макс приводить Нікі до себе додому, поступово вона також цікавиться перехопленим фільмом та зізнається в своїх мазохістських вподобаннях. Нікі навіть пропонує злегка порізати її та проводить ніч з Максом.
Нікі вирушає у відрядження до Пітсбургу на кінопроби. В пошуках екзотичного порно Макс розшукує Браяна О'Блівіона та знайомиться з його дочкою Б'янкою, що говорить від імені батька. Виявляється, що професор уже 20 років спілкується зі світом тільки через відеокасети. Макс підозрює, що Нікі потрапить на зйомки нелегального порно. Його побоювання посилює звістка, що Нікі ніхто не давав відрядження.
Коли Макса відвідує колега, він, бажаючи приховати касети з порно, б'є колегу, але за мить вона каже, що нічого подібного не сталося. Також, він виявляє вдома пістолет і касету О'Блівіона, якої раніше не бачив. Професор звертається через відео з розповіддю, що через зображення на телевізорі можна програмувати людей на певну поведінку. Таємничі творці «Відеодрома» змусили О'Блівіона поширити згубне відео, але не ясно хто вони та яка їх мета. Слідом на відео з'являється Нікі, задушує професора й каже «нам треба ти, Максе».
Макса переслідують галюцинації, він бачить ніби під предметами навколо ворушиться плоть. Він повертається в будинок О'Блівіона, дочка якого розкриває, що «Відеодром» спричиняє пухлину мозку, наслідком якої стають галюцинації. Також, вона каже, що батько помер майже рік тому. Ця новина тільки послаблює відчуття реальності, адже професор говорив у запису так, як у прямому ефірі. Макс наважується переглянути інші касети, щоб дізнатися хто створив той фільм. З запису професор каже, що пухлина — це насправді новий орган, який дасть якісно інше сприйняття реальності. Переглядяючи це відео, Макс бачить як в його животі виникає отвір, а потім зникає.
Він зустрічає психолога Баррі Конвекса, що випробовує на Максові шолом для запису галюцинацій на плівку. Марячи, Макс бачить Нікі та отямлюється в катівні, де Нікі пропонує побити її зображення на телевізорі батогом. Потім він отямлюється вдруге, вже вдома поруч із трупом, який таємниче зникає. Макс дедалі більше втрачає відчуття де реальність, а де марення.
Баррі продовжує дослідження Макса. Той підозрює, що саме Баррі вбив професора та боїться його. Живіт Макса знову розкривається і Баррі вставляє туди касету, наказуючи «програти це». Макс чує голоси колег, що кажуть йому віддати свій канал. В животі він знаходить пістолет, який проростає в руку гострими щупальцями. Прагнучи звільнитись від галюцинації, Макс застрелює колег, а потім, слухаючись голосів, іде вбити Б'янку. Вона показує відео, де Нікі вбивають, і називає Макса «плоттю, покірною відео». Вона закликає Макса використати нові здібності його тіла аби знищити «Відеодром» зсередини.
Макс іде до Гарлана, котрий намагається вирвати касету з його живота, але замість цього калічить руку. Він убиває Гарлана, а потім Баррі, з трупа якого виривається безформна плоть. Макс переховується від поліції в покинутому кораблі на узбережжі, де знаходить телевізор, з екрана якого говорить Нікі. Макс сумнівається реальність це чи галюцинація. Нікі радить не зупинятись і «здобути нову плоть», для чого треба «знищити стару». На екрані Макс бачить самого себе, який застрелюється і телевізор вибухає нутрощами. Побачивши це, Макс застрелюється, та лишається невідомим було це насправді чи чергова гра його уяви.

## У ролях
| Актор          | Роль                 |
| -------------- | -------------------- |
| Джеймс Вудс    | Макс Ренн            |
| Соня Смітс     | Б'янка О'Блівіон     |
| Дебора Гаррі   | Нікі Бранд           |
| Пітер Дворські | Гарлан               |
| Леслі Карлсон  | Баррі Конвекс        |
| Джек Крілі     | Браян О'Блівіон      |
| Лінн Горман    | Маша                 |
| Джулі Ханер    | Брайді               |
| Райнер Шварц   | Мозес                |
| Девід Болт     | Рафаель              |
| Леллі Кедо     | Рена Кінг            |
| Генрі Гомез    | Броллі               |
| Гарві Чао      | японський спеціаліст |
| Девід Цубоучі  | японський спеціаліст |
| Кей Гоутрі     | Матрон               |

## Саундтрек
| Список треків | Список треків             | Список треків |
| #             | Назва                     | Тривалість    |
| ------------- | ------------------------- | ------------- |
| 1.            | «Welcome To Videodrome»   | 4:11          |
| 2.            | «801 A/B»                 | 7:14          |
| 3.            | «A Slow Burn»             | 4:46          |
| 4.            | «TV Or Not TV»            | 5:09          |
| 5.            | «TV passions»             | 5:49          |
| 6.            | «Pins And Needles»        | 3:04          |
| 7.            | «Long Live The New Flesh» | 3:26          |
| 33:39         |                           |               |

## Оцінки й відгуки
На сайті Rotten Tomatoes фільм отримав 79 % позитивних рецензій критиків.
Згідно з BBC, «Режисер жахів Девід Кроненберг, безперечно, має уяву і, якщо в гарному настрої, талант». Але «іноді стає настільки стилістично буйним, що забуває використати свої вражаючі образи для достовірності та сюжету». Через це соціальний коментар про вплив медіа на людину губиться серед галюцинацій.
На думку The Washington Post, всі найкращі ідеї викладаються на початку, а далі фільм стає просто нудним і затягненим. У цьому найбільша помилка режисера Кроненберга, бо передумови «Відеодрому» дійсно інтригують.